# Oxypetalum foliosum
Oxypetalum foliosum är en oleanderväxtart som beskrevs av Carl Friedrich Philipp von Martius. Oxypetalum foliosum ingår i släktet Oxypetalum och familjen oleanderväxter. Inga underarter finns listade i Catalogue of Life.